# 피뿔고둥
피뿔고둥은 복족류의 일종이다.

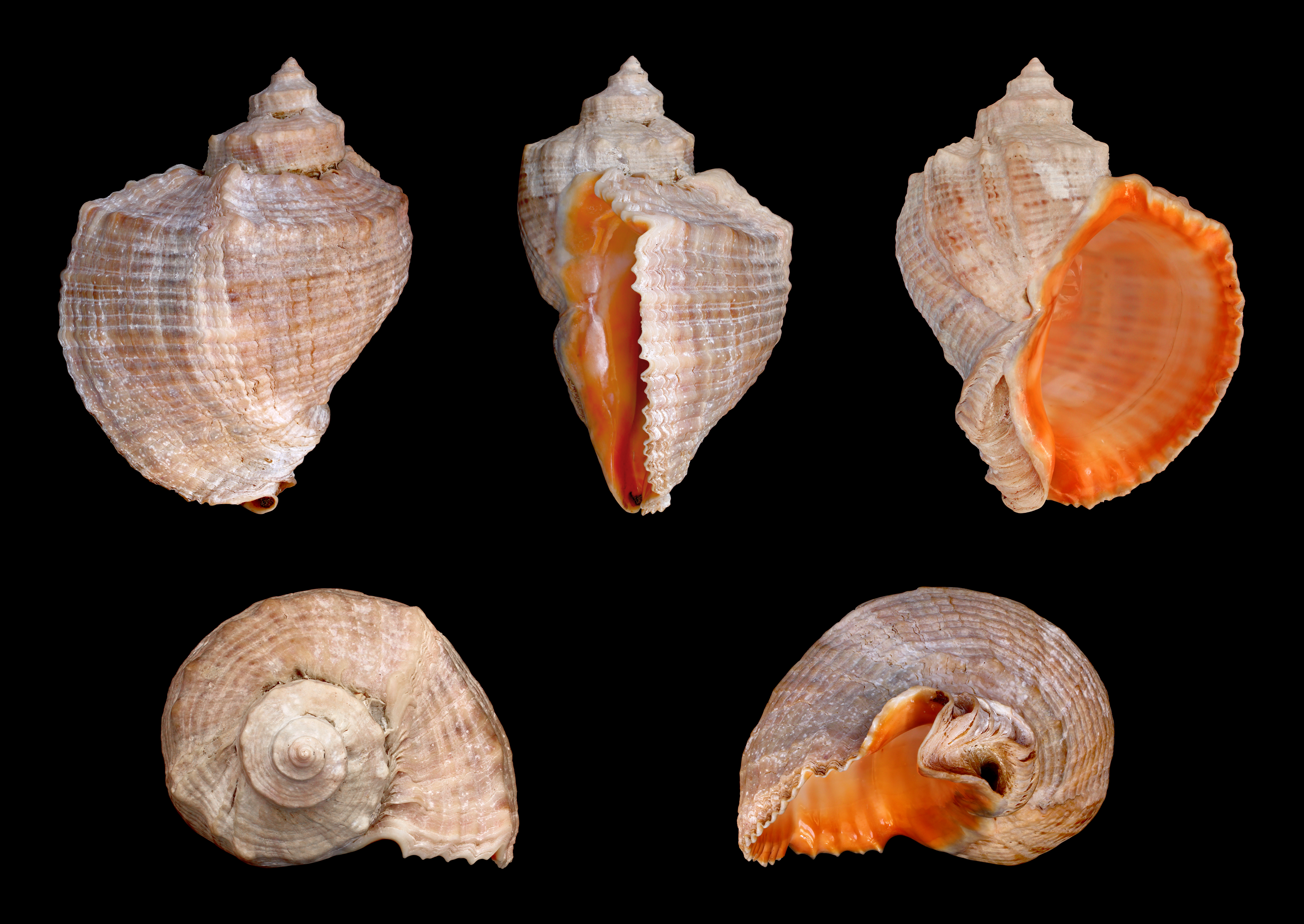

껍데기의 높이가 10cm가 넘는 큰 고둥으로 껍데기가 두껍고 단단하며, 둥근 모양이다. 내만의 조간대에서부터 수심 10m 안팎의 모래나 펄이 섞여 있는 바위지대에 서식하며 다른 조개들을 잡아먹기도 한다. 암수한몸으로 수정된 알은 긴 바나나처럼 생긴 알주머니에 싸서 바위에 붙여 둔다. 우리나라·일본·타이완·중국·인도양·태평양 등지에 분포한다.
1. ↑  국립생물자원관. “피뿔고둥”. 《한반도의 생물다양성》. 대한민국 환경부.